# سپاه صحابه
سپاه صحابه یک سازمان اسلامی وهابی مبتنی بر اندیشه‌های مدارس دیوبندی در پاکستان است که در سال ۱۹۸۵ و برای تقابل با اتحاد شیعیان پیوسته و خصوصاً در برابر جنبش جعفریه پاکستان تأسیس شد. این سازمان در ترور بسیاری از شیعیان دست داشته‌است. نیروهای طالبان پس از باز پس‌گیری مزار شریف برای انتقام گرفتن برای جنگجویان کشته شدهٔ خود دست به قتل‌عام بسیار وحشیانه زدند که به نوعی نسل‌کشی و پاکسازی نژادی از آن یاد می‌شود، در نتیجه هزاران نفر از مردم و عمدتاً از شیعیان هزاره قتل‌عام شدند، گفته می‌شود افراد سپاه صحابه پاکستان نیز در این کشتار دست داشتند